# ダフネ・ルービン＝ヴェガ
ダフネ・ルービン＝ヴェガ（Daphne Rubin-Vega、1969年11月18日 - ）はパナマの女優である。ブロードウエイ・ミュージカル「レント」の初演でミミを演じたことで知られている。

## 出演作品
- イン・ザ・ハイツ In the Heights (2021)
- SMASH シーズン2
- ジャック、舟に乗る
- LAW & ORDER　クリミナル・インテント シーズン7
- ワイルドシングス
- スピン・シティ シーズン1
- フローレス